# Veszprémi Főegyházmegyei Könyvtár és Levéltár
Két gyűjteményi egységből álló intézmény a Veszprémi Főegyházmegye szervezeti egysége. Levéltára őrzi a veszprémi püspökség és intézményeinek (székeskáptalan, plébániák, oktatási intézmények stb.) iratait és biztosítja ezek fennmaradását, könyvtára pedig 65.000 kötetet számlál.

## A Veszprémi Főegyházmegyei Levéltár Története
A Veszprémi Főegyházmegyei Levéltár egyidős a püspökséggel, Szent István király 1009-ben kibocsátott adománylevele az intézmény legrégibb dokumentuma. A levéltár helye a középkorban hagyományosan a székesegyház volt, amely a középkorban többször barbár pusztítás (1276) vagy tűzvész (1381) áldozatául esett. Ekkor az archívumban elhelyezett dokumentumok is megtizedelődtek. A török veszély közeledtével a két levéltár, a püspöki és a székeskáptalani sorsa földrajzilag is elvált egymástól. 1544-ben a püspök archívumát másik várába, Sümegre költöztette, míg a kanonokok ugyanekkor Sopronban helyezték el levéltárukat.
Az 1630-ban visszaállított káptalan hiteleshelyi tevékenységét is felújította, amiről a hiteleshelyi levéltár legkorábbi felvallási jegyzőkönyve tanúskodik. (Ez az irategység jelenleg az MNL Veszprém Megyei Levéltárában található.) A testület archívuma ekkor ismét a székesegyházban nyert elhelyezést, amíg a 20. század elején a barokk veszprémi székesegyház neoromán stílusban történő átépítése miatt újból szükségessé vált a levéltár költöztetése, amely a rendszerváltozással végül a püspöki palotába került. A püspöki levéltár ugyanakkor csak a 18. század közepén került vissza Veszprémbe. Nagyobb léptékű változás az irategyüttesben 1777-ben történt, amikor a szombathelyi és székesfehérvári püspökségek létrehozásukkor az őket érintő okmányok egy részét megkapták.
1951-ben az egyházi levéltárakat a megyei levéltárakkal közös kezelésbe vonták, s a raktárakba ezt követően csak az állam és az egyház képviselőinek együttes jelenlétében lehetett bejutni. Ez a szisztéma 1957-ig működött, és azt eredményezte, hogy országosan egységes szempontok alapján készült leírás a püspöki (és a káptalani levéltári) iratállományról. Az 1969. évi 27. tvr. szaklevéltárrá nyilvánította az egyházi levéltárakat, majd az 1995. évi LXVI. tv. alapján az egyházi levéltárak nyilvános magánlevéltárakká váltak.
1993-ban a hazai egyházmegyék határainak rendezésekor az egyházmegye Balatonról délre eső területeiből Szent II. János Pál pápa létrehozta a kaposvári püspökséget, Veszprémet pedig érseki rangra emelte. Veszprém így Magyarország tizenkét római katolikus egyházmegyéje közül a negyedik érsekség lett. Területe jelenleg mintegy másfél megyére terjed ki, ahol kb. 350.000 hívő lakik 180 plébánián.
A püspöki levéltárosokról 1807-től rendelkeznek adatokkal. Kezdetben a tisztséget a frissen felszentelt, fiatal papok látták el, amely hivatali karrierjük első állomása volt. A 20. század elejétől a levéltárosság időtartama meghosszabbodott, és szakmai szempontok is előtérbe kerültek a hivatal betöltésénél. Főállású, szakirányú egyetemi végzettségű civil levéltáros kinevezésére az 1990-es években került sor.

## A levéltár arculata
Az archívum jelentőségét egyedülálló középkori oklevélgyűjteménye adja. A középkori magyar királyság területéről mintegy kétszázezer, zömében latin nyelvű középkori (1526. aug. 29. előtt keletkezett) oklevelet tartanak nyilván. Ennek több mint a felét a Magyar Nemzeti Levéltár Országos Levéltára őrzi Budapesten. A negyedik legtöbb középkori oklevél, körülbelül 1900 darab (kb. 3300 tétel) Veszprémben maradt fenn. Ezek zömében birtokjogi jellegű iratok (adomány, csere, vásárlás), de két székesegyházi kincsjegyzék (benne könyvleltárral), a kanonoki jövedelem felosztásokat három évtizeden keresztül megörökítő kódex, illetve a királyné-koronázás jogára vonatkozó uralkodói és pápai okmányok találhatók meg.
A 18. századtól kezdődően az egyházkormányzati természetű iratok vannak többségben. Ezekből egyrészt a vidéki plébániák története ismerhető meg – például az egyházlátogatási jegyzőkönyvekből és javadalom-összeírásokból –, másrészt a központi püspöki aula működését megörökítő iratok alapján intézménytörténet és személyi életutak ismerhetők meg.
A levéltár fontos és leginkább kutatott állománya az anyakönyvek csoportja. A Magyar Királyság területén 1895-ben vezették be a polgári anyakönyvezést: eddig az időpontig a felekezeti anyakönyvek tekinthetők közhitelű iratoknak. Bár ezek az egyes plébániák levéltárának részét képezik, az intézmény megkeresés esetén letétként átveszi őket tulajdonosaiktól. Az eredeti anyakönyvek zömében a 18. század második felétől kezdődnek, de vannak köteteik a 17. század közepéről is. A matrikulák másik csoportját az 1895-ös polgári anyakönyvezés bevezetése után a plébániákon készült és a püspökségre beküldött anyakönyvi másodpéldányok jelentik. Ezek bár tartalmukban jórészt megegyeznek a polgári anyakönyvekkel, azonban más jogi szabályozásuk miatt, de a személyes adatvédelem szempontjait betartva kutathatók.
A levéltár ezen kívül különböző gyűjteményeknek (papi vagy tanítói adatlapok, gyászjelentések, fényképek) és papi irathagyatékoknak biztosít helyet. Gyűjtőlevéltárként az egyházmegye valamennyi intézményének, így a plébániáknak, az általános és középiskoláknak, a szociális és kulturális intézményeknek iratanyagát is őrzik.

## A levéltár tevékenysége
A levéltár tevékenységi köre szerint őrzi a püspökségre vonatkozó dokumentumokat és biztosítja ezek fennmaradását, felügyeli a Veszprémi Érsekség fenntartásában működő közcélú intézmények iratkezelését, közérdekű adatot szolgáltat és kutatószolgálatot tart fenn, valamint közművelődési és tudományos munkát folytat. A levéltár gyűjtőkörébe tartozik a mindenkori egyházmegye területe, amely az idők során több változáson ment keresztül.
A törvényi előírásoknak megfelelően a levéltár gondoskodik az őrizetében lévő iratok biztonságáról és a kutatás megkönnyítése érdekében nyilvántartásokat vezet azokról. Állománya ma mintegy 700 iratfolyómétert tesz ki. Nyilvános magánlevéltárként a hatályos jogszabályok alapján és az egyházi előírások betartásával kutatható. Az intézmény kiállításokat, ismeretterjesztő előadásokat és tudományos konferenciákat, illetve – előzetes időpont egyeztetéssel – a közoktatásban résztvevők számára levéltári órákat, valamint az érdeklődők részére levéltári vezetéseket szervez. Emellett tudományos igényű kiadványokat is megjelentet. Több mint nyolcvan éves a Veszprémi egyházmegye múltjából című kiadványsorozat, amely az egyházmegye és ezen belül természetesen Veszprém múltjának feltárását tűzte ki célul.

## Digitalizálás
A levéltárban a digitalizálás 2005-ben vette kezdetét a középkori oklevelek digitális fényképezésével, s nem sokkal később került sor a Monasterium.net, pár évvel később pedig a Magyar Országos Levéltár oldalán, majd a Hungaricana közgyűjteményi portálon történő közzétételével. Több egyházmegyei levéltár kezdeményezésére a 2000-es évek első évtizedében indult meg az eredeti plébániai anyakönyveink digitalizálása. Honlapjuk e-kutatás menüjében a kutatói igényeknek megfelelően az anyakönyveken túl más levéltári sorozatokat is közzétettek. A plébániák történetéhez kapcsolódóan elérhető állományok az egyházlátogatási jegyzőkönyvek, illetve Pfeiffer János kanonok plébániatörténeti feljegyzései. A központi aula működését mutatják be a püspöki körlevelek, illetve az Egyházmegyei Hatóság iktatókönyvei.
Folyamatosan építik honlapjukon a megjelent egyházi névtárakra épülő adatbázisukat. Ezek a névtárak („sematizmusok”) tartalmazzák az egyházmegye aktuális egyházi közigazgatási beosztását főesperesség–esperesség–plébánia–fília szinten, az egyházmegyében különféle szolgálatokat ellátó papi személyek adatait, továbbá minden olyan információt, amely az egyházmegye mint szervezet működését írják le. Az online adatbázis lehetővé teszi, hogy ezek az adatok ne csupán egy adott pillanat jellemzőit mutassák, hanem történeti kontextusba helyezve folyamatot láttassanak. Az egy-egy plébánián valaha szolgálatot teljesítő papok nevei, az egyes személyek egyházi pályafutása, továbbá a központi aulai hivatalok munkatársai, azok előmenetele és feladataik, a székeskáptalan személyi összetétele, az egyházmegye központi intézményei, a püspökség területén található, egyházi fenntartásban működő (nép-) iskolák is néhány kattintással megtekinthetők. Sematizmus oldalukra folyamatosan töltik fel az adatokat, így érdemes többször visszatérni és kutatni benne.
A Veszprémi Érseki Könyvtár 65000 kötetes  állománya magába foglalja a Püspöki Könyvtár, a Káptalani Könyvtár és a Papnevelő Intézet Könyvtára együttesen kezelt anyagát. Új nevét a Veszprémi Egyházmegye érsekségi rangra emelése, 1993 után nyerte.

## A Püspöki Könyvtár története
Alapítása Padányi Biró Márton püspök nevéhez fűződik. Biró Márton 1745-től 1762-ig volt a nagy kiterjedésű veszprémi egyházmegye főpásztora. Egyházmegyéjét Sümegről, az általa épített püspöki rezidenciából kormányozta. Tollforgató és olvasó egyéniség volt. Elhatározta, hogy sümegi palotájában könyvtárat hoz létre. Ebben a körültekintő munkában nagy segítségére volt bécsi megbízottja, Tessedik István. Nagyon rövid idő alatt összeállt a 607 kötetből álló gyűjtemény és az 1751-es esztendő második fele a leltározás időszaka lett. A könyvek mindegyikében kézírással szerepel a posszesszori bejegyzés: Padányi Biró Márton veszprémi püspök könyveiből, 1751. Leltárkönyvében a műveket szakcsoportosításban közli. Elegáns elhelyezésük a püspöki rezidencia házi kápolnája melletti helyiségben történt.
Utóda Koller Ignác (1762–1773) a veszprémi püspöki palota építését megtervezteti, annak északi emeleti szárnyán, a kápolna mellett művészi bútorzatú könyvtárszobát létesít, amelynek polcain sorakoznak az általa vásárolt könyvek 1671 kötetben.
Különösen nagy gondot fordított a könyvtár fejlesztésére Hornig Károly. 1888-ban foglalta el püspöki székét, 1912-ben bíborossá nevezte ki X. Piusz pápa. Budapesti és bécsi könyvkereskedője tájékoztatta a könyvpiac újdonságairól. Könyvtárával, könyveivel kapcsolatos összes munkát maga végezte. Az állományt halála után vették leltárba, melynek eredménye 17.346 kötet. Ez a könyvanyag képezte/ képezi a Püspöki/ Érseki Könyvtár gerincét.
Veszprém két világháború közötti püspöke – Rott Nándor – oldotta meg Padányi Biró Márton, Koller Ignác és Hornig Károly könyvtárának együttes kezelését azzal, hogy Schwartz Róbert szertartóját könyvtárossá nevezte ki 1928-ban. Gondos munka eredményeként elkészült a szerzői és szakkatalógus. 
A káptalani és szemináriumi könyvtár háború utáni mostoha sorsa tette indokolttá a három könyvtár együttes kezelését. A könyvtár őrzi a székesegyház értékes kottatárát is, amely különleges 18–19. századi zenei dokumentumokkal rendelkezik. A kutatók nagyobb részének érdeklődési köre a helytörténet. A feldolgozás Corvina Integrált Könyvtári Rendszerben történik. A könyvtár nyilvános könyvtárként, nyitvatartási időben áll a kutatók, olvasók szolgálatában.

## A Káptalani Könyvtár
A veszprémi székeskáptalan mindig meghatározó intézmény volt a város történetében. Az oszmánok közeledtével a káptalan Zalaegerszegre menekült.
A török hatalom meggyengülésével először a káptalani könyvtár támad új életre. Idősebb Sennyei István veszprémi püspök nyolcvan évi szünetelés után 1630 január 5-én ünnepélyesen visszaállította a káptalant, és statútumokat ad számára, melyeket utódai Széchényi György (1648–1658), ifj. Sennyei István (1659-1683), Padányi Biró Márton (1745–1762), Bajzáth József (1777–1802), Rott Nándor (1917–1939) az új viszonyokhoz mérten átdolgozva, 1667-ben, 1761-ben, 1780-ban és 1927-ben megerősítettek. A statútumok szerint a kanonokok köteles könyveiket, vagy azok helyett a káptalan áltat meghatározott összeget a káptalani könyvtárra hagyni, amit ha nem tennének, a mindenkori püspöknek és – széküresedés esetén – a káptalani helynöknek jogában állt megfelelő kárpótlást venni.
A káptalani könyvtár állománya 1812-ben 517 kötet volt. Ezek szinte kizárólag az 1700-as évek teológiai irodalmának termései. 1846-ban két kötet alakú katalógus: szak- és betűsoros katalógusok készültek az állományról. A kötetek száma ekkor már 1183 volt. Újabb, 1862-ből származó betűsoros katalógusa már 2107 kötetet sorolt fel, melyek az első oldal prospectusa szerinti szakcsoportosításban kerültek a polcokra.
A káptalan 1904. április 23-án bízta meg könyvtárosát, Strausz Antalt értékes és ritka példányokban gazdag könyvtárának rendezésével. Strausz áttanulmányozta a könyvtártan szakirodalmát, meglátogatott egyes nevezetesebb könyvtárakat, és amennyiben a hely és más körülmények engedték a Budapesti Egyetemi Könyvtár elveit törekedett megvalósítani. A cédulacímtár után állította össze a szakcímtárat, amely már 6838 kötetet és 567 vegyes tartalmú füzetet vett számba. Köztük VI. Kelemen pápa 36 szentbeszédének kéziratát a 16. század végéről és 7 ősnyomtatványt, számos névtárat, évkönyvet, folyóiratot és hírlapot (Erdélyi Museum, Fillértár, Hasznos Mulatságok, Kossuth Hírlapja, Koszoru, Magyar Kurír, Magyar Museum, Minerva, Nemzeti Újság, Pressburger Zeitung, Sion, Társalkodó, Tudományos Gyűjtemény, Tudománytár stb.) a 18. század végéről és a 19. század elejéről.
A káptalani könyvtár 1945 március elejéig a veszprémi Dravecz-ház (Vár u. 37.) földszintjén működött. Ekkor helyiségeit a katonaság konyhává alakította át. A katonák a könyveket a székesegyház északi oratóriuma alatti raktárba hordták és zsúfolták össze. Csak egy kisebb rész került át a püspöki palotába. Annyi, amennyinek az 1904-től újabb hagyatékok és beszerzések folytán mintegy 20.000 kötetre emelkedett állományból hely jutott a püspöki könyvtár rendelkezésére álló termek középső részén felállított polcokon.
Az 1960-as évek végén történt a székesegyházból az ömlesztett káptalani anyag átszállítása a püspöki palotába annak érdekében, hogy a védett anyag számbavétele mielőbb megvalósulhasson.

## A veszprémi papnevelő intézet könyvtára ("szemináriumi könyvtár")
A régi „híres káptalani iskola” szerény utóda, a szeminárium 1711-ben nyílt meg hat hallgatóval, a török és Heister hordáinak közel két évszázados pusztításai következtében romokban heverő Veszprém újjáépítése elindítójának Volkra Ottó János püspöknek (1710-1720) buzgólkodása folytán. Volkra halála után 1722-ben a szeminárium megszűnt, és csak 1745-ben állította vissza Padányi Biró Márton.
Mikor 1784-ben II. József Magyarországban is megszüntette az egyházmegyei szemináriumi oktatást és felállította a generális szemináriumokat, a Helytartótanács a veszprémi szeminárium összes bútorait és könyvtárát a pozsonyi szeminárium részére foglalta le. Innen a könyvtár később a pesti egyetemi könyvtárba került. A generális szemináriumok 1790-ben feloszlottak, és így hat évi szünetelés után újra megnyíltak a veszprémi szeminárium kapui. Az egyetem 1795-ben adta vissza az intézetnek 147 kötetből álló könyvtárát. Az elöljárókhoz 1845-ben benyújtott újítások iránti kérelmek egyike az volt, hogy az intézeti könyvtárhoz jobban hozzáférhessenek a növendékek, azt ne a prefektus hanem ők maguk kezelhessék. A könyvtár állománya az igen csekély kezdetekből a legnagyobbrészt adományozás és hagyományok által 1896-ra több mint háromezer kötetre emelkedett.
A könyvtár ismeretlen eredetű 950 forint alapítványának kamatát folyóiratok beszerzésére fordították. A könyvtár őre a prefektus volt. Az 1905-ben kiadott A Veszprémi Püspöki Papnevelőintézet Könyvtárának betűsoros szakcímtára (Kiadja a Veszprémi Püspöki Papnevelőintézet. Veszprém, Egyházmegyei ny.) az állományt 6635 kötetben jelölie meg. A könyvtár nagy kincsei: Migne: Cursus patrologiae latin és görög sorozata és Lucanus Marcus Annaeus Pharsalia művét tartalmazó kötet, mely Rómában 1469-ben jelent meg aranyozott és fehér, kék, piros, zöld, lila, sárga színes festésű, olasz indafonatos címlappal, néhány hasonló modorban készült iniciáléval és gazdagon díszített reneszánsz kötéssel. A 18. század végi és 19. század eleji folyóiratai között megtalálhatók a Felsőmagyarországi Minerva, Magyar Hirmondó, Magyar Minerva.
A szeminárium megszűnése után 1952-ben a püspöki palota nagyebédlőjében lelt otthonra a könyvtár.  Az 1960-as évektől a szemináriumi könyvtár is a Püspöki Könyvtár állományába olvadt.